# موسم جاف (فلم)
موسم جاف هو فيلم مغربي للمخرج رضوان القاسمي، وبطولة محمد خيي، فاطمة وشاي، عبد الغني الصناك، ثريا العلوي، وهدى الريحاني.

## القصة
الفيلم يحكي قصة رجل في عقده الخامس يدعى السي جعفر، كسب ثروة كبيرة من استغلاله للأرامل الثريات، حيث يتزوجهن ويسلب مالهن قبل الانتقال لضحية أخرى، مخفيا شروره وراء مكانته وسلطته الكاذبة. ضحيته الأخيرة امرأة مسنة تدعى منى كسبت ثروة كبيرة بعد وفاة زوجها وتعيش برفقة إبنها الذي أكمل عقده الثالت، وبعد أن اقتاد جعفر منى لكتابة جميع أملاكها في اسمه بدأ علاقة جديدة مع فتاة شابة وبدأ في نفس ألاعيبه للتخلص من منى المسنة، مما جعل حياتها جحيما لا يحتمل. فهل ستنجح خطة جعفر أم تفشل هذه المرة؟

## الشخصيات
- محمد خيي
- فاطمة وشاي
- ثريا العلوي
- عبد الغني الصناك
- هدى الريحاني
- عبد اللطيف الشكرا
- راوية
- عبد الحق بلمجاهد